# シャトルジャパン
シャトルジャパンは、かつて存在した日本のアダルトビデオメーカーの一つ。
単体女優に対し、多くの汁男優を配した「ぶっかけ系」ビデオを確立したパイオニア的なメーカー。特にパンティストッキング着用の女性を題材にしたシリーズ物作品に関しては他メーカーに先駆けて作品（商品）化に至る。

## 登録商標
いずれも株式会社シャトルワン名義による。（後のシャトルジャパン）
- ぶっかけ/BUKKAKE - 登録番号: 第4545137号(2001年 - )[1]
- LOLI/ロリ - 登録番号: 第4674987号(2003年 - 2014年)[2]

## 主なシリーズ
10作以上でているものをあげる。
- 強制ぶっかけミルキーズ
- 強制ぶっかけ性欲処理課
- 強制ぶっかけ拘束辞令
- ザーメンぶっかけ ミルキーズ
- ぶっかけフェスティバル
- ぶっかけカーニバル
- 強制精液地獄
- 汁姫
- Lip Doll
- 株式会社セクハラオフィス
- いまどきの女子校生
- 平成ウキウキ女学園
- コスプレ BUKKAKE
- コスプレ汚辱
- 露出調教
- 性犯罪･女スナイパー
- コスプレイヤーズ ぐれえと
- 平成イケイケ女学園
- 平成トキメキ女学園
- 平成ドキドキ女学園
- スーパーレッグスピリッツ
- スーパーレッグパラノイア
- スーパーレッグデザイアー
- スーパーレッグミストレス
- 好色奥様ぶっかけ劇場
- Dカップパラダイス
- POWER UP GREAT
- スペルマぶっかけ シャワーズ
- 過激にFUCK女子校生の下半身
- ぶっかけ ハイスクール
- LEG GROOVE
- ぶっかけ淫業熟女
- 濃密ミセス密会倶楽部
- ぶっかけエアーライン
- オナニーエンジェルス
- Cos Serect
- ぶっかけWキャスト！
- E女商事。
- 競泳水着 魅惑のスイマー
- High quality Inspired Pretty
- 大量ぶっかけごっくん娘
- TRAP
- Leg Job
- NATURAL LEG
- オフィスハラスメント
- 熟女ぶっかけ汁化粧
- ぶっかけ機内サービス